# Embaixada da Ucrânia em Brasília
A Embaixada da Ucrânia em Brasília é a principal representação diplomática ucraniana no Brasil. O atual embaixador é Rostyslav Tronenko, no cargo desde 20 de Setembro de 2012.

## História
Com a dissolução da União Soviética em 1991, a Ucrânia se tornou independente e o Brasil reconheceu logo depois. As relações diplomáticas foram estabelecidas no ano seguinte, e a embaixada em Brasília aberta em 1993.
Os embaixadores anteriores a Tronenko Rostyslav, que está no cargo desde 2012, foram Ihor Hrushko, entre 2010 e 2012, e Volodymyr Lákomov, entre 2007 e 2010.

## Serviços
A embaixada realiza os serviços protocolares das representações estrangeiras, como o auxílio aos ucranianos que moram no Brasil e aos visitantes vindos da Ucrânia e também para os brasileiros que desejam visitar ou se mudar para o país europeu. Além da embaixada, a Ucrânia conta com mais um consulado geral no Rio de Janeiro e um consulado em Curitiba, além de um consulado honorário em São Paulo.
Outras ações que passam pela embaixada são as relações diplomáticas com o governo brasileiro nas áreas política, econômica, cultural e científica, defendendo os interesses ucranianos, como em relação a Guerra Civil no país e quanto ao uso polêmico de símbolos do país em manifestações brasileiras.